# Mladen Lazarević
Mladen Lazarević (Младен Лазаревић; sinh 16 tháng 1 năm 1984) là một cầu thủ bóng đá Serbia thi đấu ở vị trí hậu vệ cho Mačva Šabac.
Lazarević ra mắt cùng với Zemun năm 2003. Anh trải qua 3 mùa giải với Gornjovarošani, trước khi chuyển đến Partizan vào tháng 6 năm 2006.